# Championnat d'Europe féminin de football 2009
Navigation
Euro 2005 Euro 2013
Le championnat d'Europe de football féminin 2009 est la dixième édition du Championnat d'Europe de football féminin organisé par l'UEFA et qui met aux prises les meilleures sélections nationales européennes féminines de football.
L'édition 2009 du Championnat d'Europe se déroule du 23 août au 10 septembre 2009 en Finlande, qui a été choisi le 11 juillet 2006 pour organiser l'évènement. De novembre 2006 à octobre 2008, les sélections nationales de 45 pays participent à une phase de qualifications afin de qualifier onze équipes pour prendre part au tournoi final en compagnie de la Finlande, qualifiée d'office en tant que pays organisateur.
La compétition est remportée par l'Allemagne qui bat en finale l'Angleterre sur le score de 6-2. Il s'agit du cinquième titre consécutif de l'équipe allemande, favorite de l'épreuve, après ceux obtenus en 1995, 1997, 2001 et 2005. Il s'agissait de la seconde finale pour l'Angleterre après celle de 1984. Le pays hôte, la Finlande, est éliminé en quarts de finale par l'Angleterre. Les Pays-Bas sont la révélation du tournoi en atteignant les demi-finales lors de leur première participation à une phase finale.

## Préparation de l'évènement

### Désignation du pays organisateur
Deux pays se sont portés candidats pour l'organisation du Championnat d'Europe de football féminin 2009 : la Finlande et les Pays-Bas, dans les deux cas il peut s'agir d'une première puisque auparavant les pays hôtes ont été l'Angleterre, l'Allemagne, la Norvège, la Suède, le Danemark et l'Italie. Une commission de l'UEFA analyse les deux dossiers de candidatures après plusieurs visites sur les deux sites en avril 2006.
Le 11 juillet 2006, le comité exécutif de l'UEFA, réuni à Berlin, choisit la candidature de la Finlande. Cette dernière avait pu mettre en avant le fait d'avoir organisé le Championnat d'Europe féminin des moins de 19 ans en 2004 et le succès de sa sélection qui avait atteint les demi-finales du Championnat d'Europe 2005, battue par l'Allemagne.

### Comité d'organisation
L'organisation du tournoi 2009 est confiée par l'UEFA à la fédération de Finlande de football (SPL) présidée par Pekka Hämäläinen. Ce dernier déclare qu'il s'agit du « plus vaste évènement footballistique jamais organisé par son pays ».
Le comité d'organisation a désigné deux ambassadeurs de la compétition, tout d'abord l'ancienne gardienne de but de la sélection finlandaise Satu Kunnas qui avait arrêté sa carrière en 2005 en raison d'une blessure récurrente au genou. L'autre ambassadeur est l'ancien gardien de la sélection masculine finlandaise Antti Niemi qui a mis un terme à sa carrière en 2008.

### Villes et stades retenus
Quatre villes finlandaises et cinq stades sont sélectionnés pour accueillir les matchs du Championnat d'Europe 2009. Parmi les stades sélectionnés, deux se situent dans la capitale Helsinki : le Stade olympique et le Finnair stadium.
Caractéristiques des stades
Le Stade olympique d'Helsinki, Olympiastadion en finnois, a été construit dans les années 1930 pour recevoir les Jeux olympiques d'été de 1938, ces derniers sont annulés en raison de la Seconde Guerre mondiale. Cependant, le stade accueille les Jeux olympiques d'été de 1952. Il a également accueilli à deux reprises les Championnats du monde d'athlétisme 1983 et 2005. Il a une capacité de 40 000 places. Pour l'Euro 2009, quatre matchs du 1er tour, une demi-finale et la finale s'y déroulent.
Le Finnair stadium est le second stade d'Helsinki à accueillir l'Euro. Inauguré en 2000, il a une capacité de 10 770. Il a accueilli la finale de la Coupe du monde de football des moins de 17 ans en 2003. Pour l'Euro 2009, trois matchs du 1er tour, un quart de finale et une demi-finale s'y déroulent.
Le Veritas stadium de Turku a été rénové en 2003 à l'occasion de la Coupe du monde de football des moins de 17 ans, d'une capacité de 9 000 places. Pour l'Euro 2009, quatre matchs du 1er tour et un quart de finale s'y déroulent.
Le Stade Lahden de Lahti a aussi été rénové en 2003 à l'occasion de la Coupe du monde de football des moins de 17 ans. D'une capacité de 8 000 places, il a accueilli trois Championnats du monde de biathlon en 1981, 1991 et 2000. Pour l'Euro 2009, trois matchs du 1er tour et un quart de finale s'y déroulent.
Le Stade Ratina de Tampere a été construit en 1965. D'une capacité de 16 800 places, pour l'Euro 2009, quatre matchs du 1er tour et un quart de finale s'y déroulent.

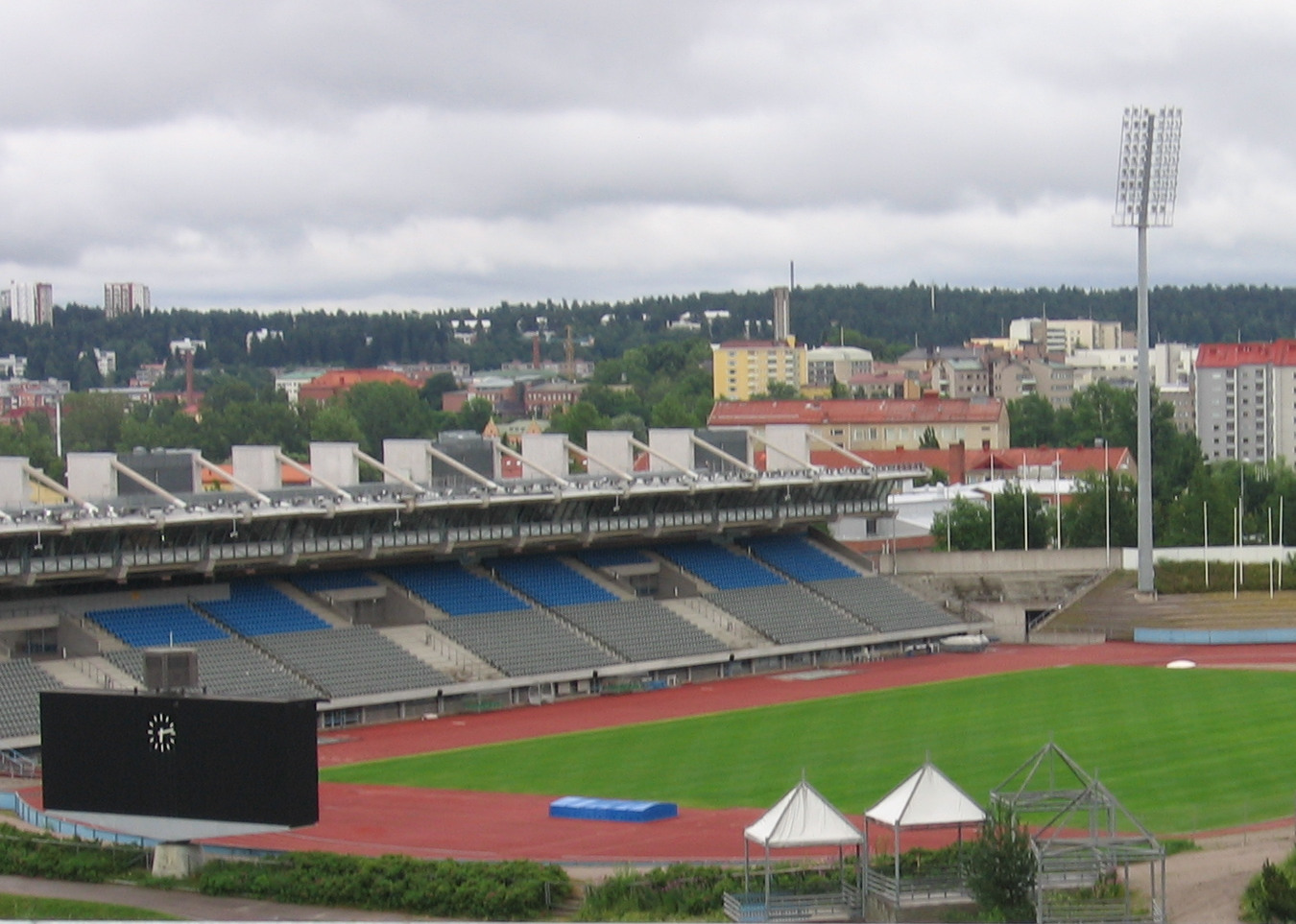
Stade Lahden
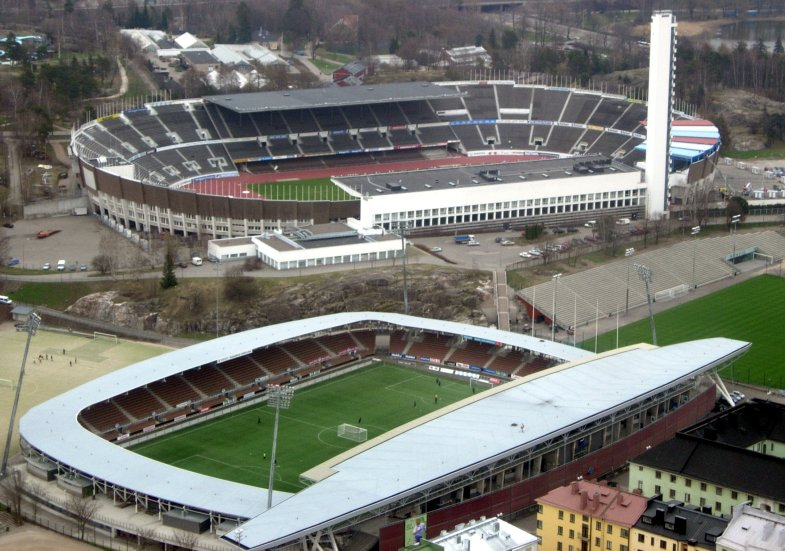
Stade olympique et Finnair stadium
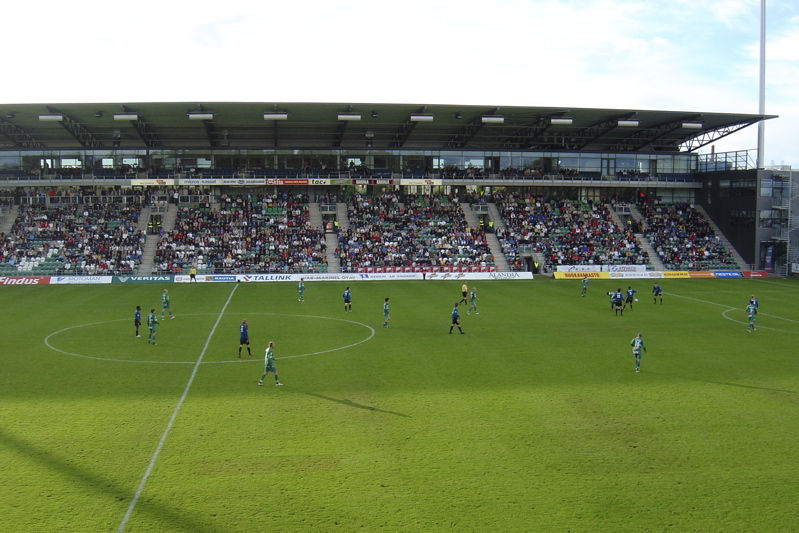
Veritas stadium
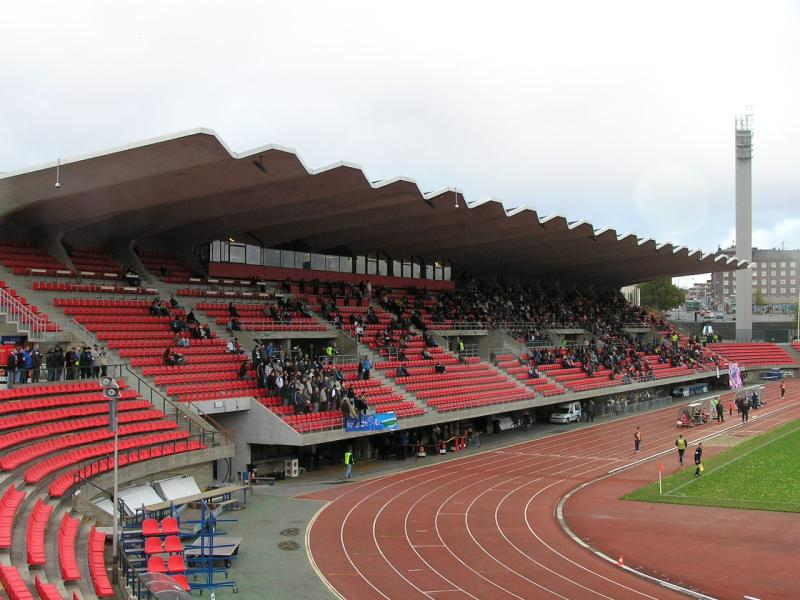
Stade Ratina

## Format
Le développement du football féminin incite, en novembre 2005, l'UEFA à élargir le nombre de participants en phase finale de 8 à 12 équipes.
Après un tour préliminaire, 30 équipes ont été réparties dans six groupes de cinq sous la forme de matchs aller-retour pour la phase éliminatoire. Les premiers de chaque groupe se sont directement qualifiés, les seconds ainsi que les quatre meilleurs troisièmes ont disputé des matchs de barrages.

## Acteurs

### Nations qualifiées
| Monde | Europe | Nation     |
| 3     | 1      | Allemagne  |
| 4     | 2      | Suède      |
| 6     | 3      | Danemark   |
| 8     | 4      | France     |
| 9     | 5      | Angleterre |
| 10    | 6      | Norvège    |
| 13    | 7      | Italie     |
| 15    | 8      | Russie     |
| 16    | 9      | Ukraine    |
| 17    | 10     | Pays-Bas   |
| 18    | 11     | Finlande   |
| 19    | 12     | Islande    |

Le tournoi réunit douze équipes : la Finlande, pays organisateur, et les onze autres équipes qualifiées sur le terrain. Le tableau à droite présente le classement FIFA des nations participantes et leur rang à l'échelon continental.
| - Allemagne - Angleterre - Danemark - Finlande (pays-hôte) - France - Islande | - Italie - Norvège - Pays-Bas - Russie - Suède - Ukraine |

Trois équipes participent pour la première fois à une phase finale de Championnat d'Europe : l'Islande, l'Ukraine et les Pays-Bas.

### Joueuses
Chaque sélection dispose d'un groupe de 22 joueuses, ce qui fait un total de 264 footballeuses.

## Phase finale
Les équipes sont réparties dans trois poules de quatre au premier tour. Les deux premières de chaque groupe sont qualifiées pour les quarts de finale ainsi que les deux meilleures troisièmes (sur les trois), qui sont repêchées afin de compléter le tableau.

### Tirage au sort
Pour le tirage au sort, les pays ont été répartis dans 3 pots, à l'exception du pays hôte la Finlande dont la place dans le groupe A était déjà programmée.
Avant le tirage au sort, les équipes sont réparties dans 3 pots. Le pot 1 comprend les deux meilleures en fonction ds résultats en phase de qualifications pour la Coupe du monde 2007 et pour l'Euro 2009, c'est-à-dire l'Allemagne et la Suède. Le pot 2 comprend celles qui ont fini à la première place de leur groupe de qualification c'est-à-dire l'Angleterre, le Danemark, la France et la Norvège. Enfin le pot 3 comprend les autres qualifiées (Islande, Italie, Pays-Bas, Russie et Ukraine).
| Pot 1                    | Pot 2                              | Pot 3                                  |
| ------------------------ | ---------------------------------- | -------------------------------------- |
| Finlande Allemagne Suède | Angleterre Danemark France Norvège | Islande Italie Pays-Bas Russie Ukraine |

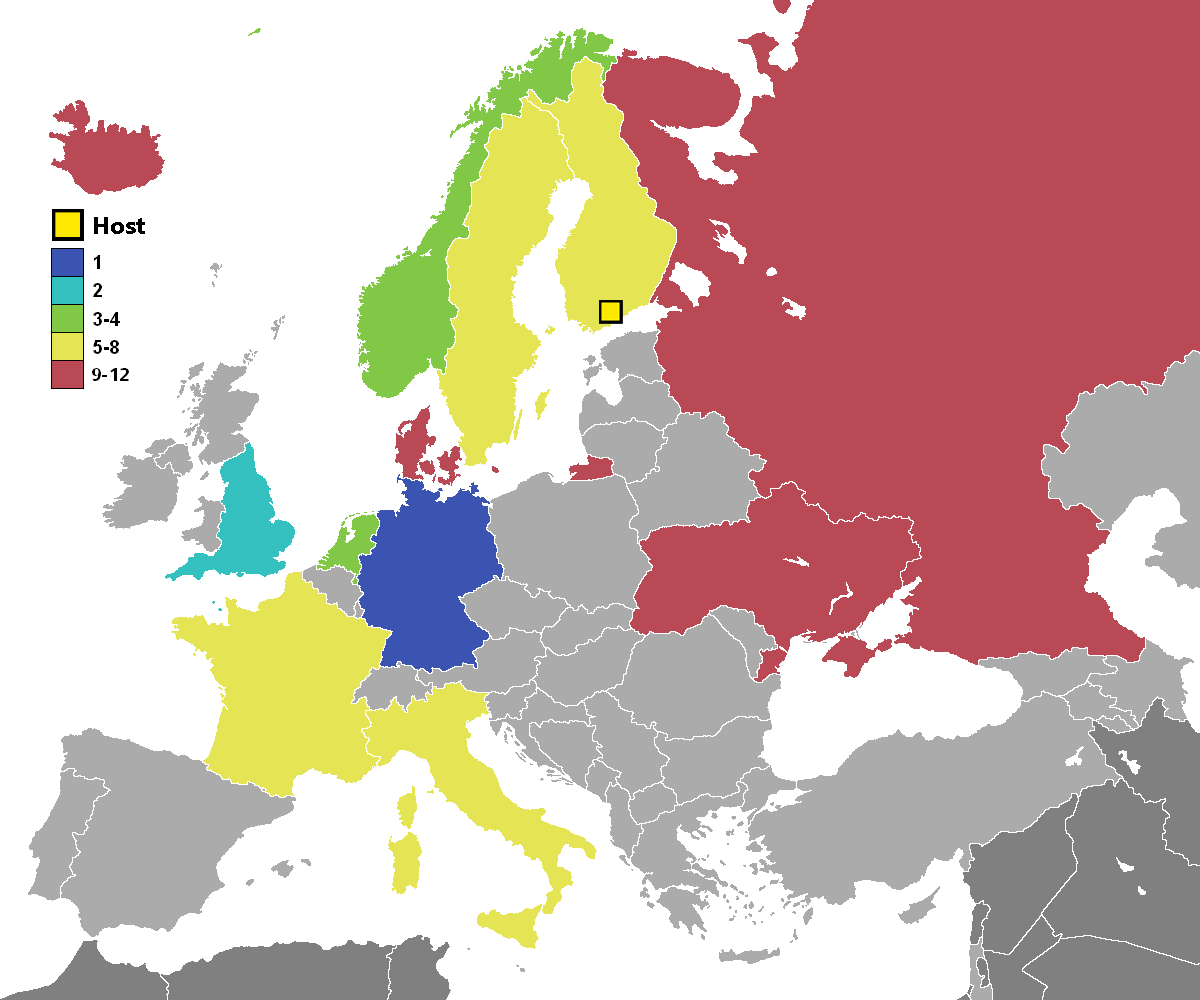
Répartition des groupes
Groupe A
Groupe B
Groupe C

Le tirage au sort est effectué le mardi 18 novembre 2008 à Helsinki à la maison Finlandia par le président de l'UEFA Michel Platini et les ambassadeurs du Championnat d'Europe Satu Kunnas et Antti Niemi, cérémonie dirigée par l'ancienne Miss Finlande Anna-Liisa Tilus reconvertie en présentatrice de télévision.
| Groupe A                           | Groupe B                         | Groupe C                       |
| ---------------------------------- | -------------------------------- | ------------------------------ |
| Finlande Danemark Pays-Bas Ukraine | Allemagne France Norvège Islande | Suède Angleterre Italie Russie |

### Premier tour
Format et règlement
Au premier tour, les équipes participantes sont réparties en trois groupes de quatre équipes où chacune joue un match contre ses trois adversaires. Les deux premières de chaque poule ainsi que les deux meilleures troisièmes se qualifient pour les quarts de finale. Le barème de points suivant est appliqué à chaque match joué :
- 3 points pour un match gagné;
- 1 point pour un match nul;
- 0 point pour un match perdu.

Si à l’issue des trois journées, plusieurs équipes sont à égalité de points, les critères suivants sont utilisés pour le classement ou le départage (Article 8.04) :
1. Le nombre de points obtenus par les équipes à égalité dans le(s) match(s) les opposant.
2. La différence de buts entre les équipes à égalité dans le(s) match(s) les opposant.
3. Le plus grand nombre de buts marqués entre équipes à égalité dans le(s) match(s) les opposant.
4. La différence de but sur tous les matchs du groupe.
5. Le plus grand nombre de buts marqués dans tous les matchs du groupe.
6. Le plus faible total de points disciplinaires (cartons rouges et jaunes reçus).
7. Tirage au sort.

#### Groupe A
Le pays hôte la Finlande réussit son entrée dans le tournoi en s'imposant 1-0 contre le Danemark, équipe la mieux classée au classement FIFA, puis confirme contre les Pays-Bas 2-1 s'assurant la qualification pour les quarts de finale avant le troisième match à disputer contre l'Ukraine (qu'elle perd 1-0). Les Pays-Bas terminent le groupe à égalité de points avec la Finlande, mais se classent deuxièmes en raison de leur défaite contre la Finlande (il s'agit du premier critère de départage entre équipes à égalité de points). Les néerlandaises s'imposent contre l'Ukraine 2-0 et contre le Danemark 2-1. Le Danemark est la grande déception de ce premier tour. Quatrième au classement FIFA, il est battu par la Finlande et les Pays-Bas, sa victoire contre l'Ukraine 2-1 est insuffisante pour atteindre les quarts de finale. Le Danemark est le seul troisième de groupe éliminé. L'Ukraine pour sa première participation à une phase finale subit deux revers avant de signer une victoire pour l'honneur 1-0 contre le pays hôte, déjà qualifié.

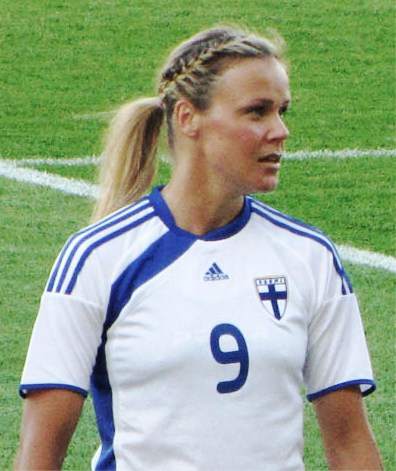
La Finlandaise Laura Österberg Kalmari.

| Rang | Équipe   | Pts | J | G | N | P | Bp | Bc | Diff |
| ---- | -------- | --- | - | - | - | - | -- | -- | ---- |
| 1    | Finlande | 6   | 3 | 2 | 0 | 1 | 3  | 2  | +1   |
| 2    | Pays-Bas | 6   | 3 | 2 | 0 | 1 | 5  | 3  | +2   |
| 3    | Danemark | 3   | 3 | 1 | 0 | 2 | 3  | 4  | -1   |
| 4    | Ukraine  | 3   | 3 | 1 | 0 | 2 | 2  | 4  | -2   |

| Match | Date         | Lieu     | Équipe 1 | Résultat | Équipe 2 |
| ----- | ------------ | -------- | -------- | -------- | -------- |
| 1     | 23 août 2009 | Turku    | Ukraine  | 0-2      | Pays-Bas |
| 1     | 23 août 2009 | Helsinki | Finlande | 1-0      | Danemark |
| 2     | 26 août 2009 | Helsinki | Ukraine  | 1-2      | Danemark |
| 2     | 26 août 2009 | Helsinki | Pays-Bas | 1-2      | Finlande |
| 3     | 29 août 2009 | Helsinki | Finlande | 0-1      | Ukraine  |
| 3     | 29 août 2009 | Lahti    | Danemark | 1-2      | Pays-Bas |

#### Groupe B
Le groupe le plus relevé de cet Euro comprenant deux anciennes championnes d'Europe — l'Allemagne et la Norvège — tient toutes ses promesses. L'Allemagne, championne du monde et d'Europe en titre, fait le plein de points en battant largement ses deux plus sérieuses concurrentes : 4-0 contre la Norvège puis 5-1 contre la France. La France prend la deuxième place du groupe en raison d'une différence de buts supérieure à celle de la Norvège. Les Françaises, bien rentrées dans la compétition en battant l'Islande 3-1, sont sévèrement battues par les Allemandes, puis assurent le match nul de la qualification contre les Norvégiennes. Ces dernières terminent troisièmes de la poule à égalité de points avec la France en présentant le même bilan et sont repêchées pour les quarts de finale, malgré une laborieuse victoire sur l'Islande (1-0). Enfin les néophytes islandaises terminent dernières du groupe en perdant tous leur matchs. Battues d'entrée par le France 1-3 puis la Norvège 0-1, elles terminent néanmoins sur note positive contre l'Allemagne avec une courte défaite 1-0.

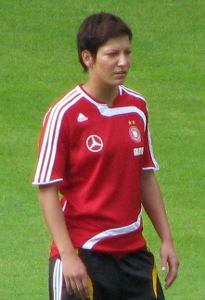
L'Allemande Linda Bresonik.

| Rang | Équipe    | Pts | J | G | N | P | Bp | Bc | Diff |
| ---- | --------- | --- | - | - | - | - | -- | -- | ---- |
| 1    | Allemagne | 9   | 3 | 3 | 0 | 0 | 10 | 1  | +9   |
| 2    | France    | 4   | 3 | 1 | 1 | 1 | 5  | 7  | -2   |
| 3    | Norvège   | 4   | 3 | 1 | 1 | 1 | 2  | 5  | -3   |
| 4    | Islande   | 0   | 3 | 0 | 0 | 3 | 1  | 5  | -4   |

| Match | Date         | Lieu     | Équipe 1  | Résultat | Équipe 2  |
| ----- | ------------ | -------- | --------- | -------- | --------- |
| 1     | 24 août 2009 | Tampere  | Allemagne | 4-0      | Norvège   |
| 1     | 24 août 2009 | Tampere  | Islande   | 1-3      | France    |
| 2     | 27 août 2009 | Tampere  | France    | 1-5      | Allemagne |
| 2     | 27 août 2009 | Lahti    | Islande   | 0-1      | Norvège   |
| 3     | 30 août 2009 | Tampere  | Allemagne | 1-0      | Islande   |
| 3     | 30 août 2009 | Helsinki | Norvège   | 1-1      | France    |

#### Groupe C
La Suède, une des favorites de ce tournoi, domine logiquement ce groupe grâce à deux victoires contre la Russie (3-0) et l'Italie (2-0) et un match nul contre l'Angleterre (1-1). L'Italie termine seconde après ses victoires contre l'Angleterre et la Russie. La troisième est l'Angleterre qui parvient à se qualifier dans les deux meilleures troisièmes, grâce à un match nul lors de l'ultime journée contre la Suède après une victoire contre la Russie 3-2 après avoir été menée 0-2. La Russie est éliminée sans avoir inscrit le moindre point.

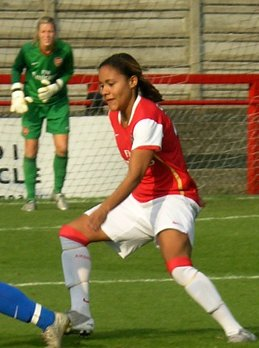
L'Anglaise Alex Scott.

| Rang | Équipe     | Pts | J | G | N | P | Bp | Bc | Diff |
| ---- | ---------- | --- | - | - | - | - | -- | -- | ---- |
| 1    | Suède      | 7   | 3 | 2 | 1 | 0 | 6  | 1  | +5   |
| 2    | Italie     | 6   | 3 | 2 | 0 | 1 | 4  | 3  | +1   |
| 3    | Angleterre | 4   | 3 | 1 | 1 | 1 | 5  | 5  | 0    |
| 4    | Russie     | 0   | 3 | 0 | 0 | 3 | 2  | 8  | -6   |

| Match | Date         | Lieu     | Équipe 1   | Résultat | Équipe 2   |
| ----- | ------------ | -------- | ---------- | -------- | ---------- |
| 1     | 25 août 2009 | Lahti    | Angleterre | 1-2      | Italie     |
| 1     | 25 août 2009 | Turku    | Suède      | 3-0      | Russie     |
| 2     | 28 août 2009 | Turku    | Italie     | 0-2      | Suède      |
| 2     | 28 août 2009 | Tampere  | Angleterre | 3-2      | Russie     |
| 3     | 31 août 2009 | Helsinki | Russie     | 0-2      | Italie     |
| 3     | 31 août 2009 | Turku    | Suède      | 1-1      | Angleterre |

#### Meilleures troisièmes
Angleterre et  Norvège (quatre points chacune) sont qualifiées pour les quarts de finale, le Danemark (trois points) est éliminé.

### Tableau final
Des quarts de finale à la finale, si les deux équipes sont à égalité à la fin du temps règlementaire, une prolongation de deux fois 15 minutes est jouée. Si les deux équipes sont toujours à égalité à la fin de la prolongation, une épreuve des tirs au but permet de les départager.
|  | Quarts de finale      | Quarts de finale   | Quarts de finale      | Quarts de finale   |            |            | Demi-finales         | Demi-finales         | Demi-finales         | Demi-finales         |  |  | Finale                 | Finale                 | Finale                 | Finale                 |
|  |                       |                    |                       |                    |            |            |                      |                      |                      |                      |  |  |                        |                        |                        |                        |
|  | 3 septembre, Turku    | 3 septembre, Turku | 3 septembre, Turku    | 3 septembre, Turku |            |            | 6 septembre, Tampere | 6 septembre, Tampere | 6 septembre, Tampere | 6 septembre, Tampere |  |  | 10 septembre, Helsinki | 10 septembre, Helsinki | 10 septembre, Helsinki | 10 septembre, Helsinki |
|  | 3 septembre, Turku    | 3 septembre, Turku | 3 septembre, Turku    | 3 septembre, Turku |            |            | 6 septembre, Tampere | 6 septembre, Tampere | 6 septembre, Tampere | 6 septembre, Tampere |  |  | 10 septembre, Helsinki | 10 septembre, Helsinki | 10 septembre, Helsinki | 10 septembre, Helsinki |
|  | 1er A                 | Finlande           | 2                     | 2                  |            |            | 6 septembre, Tampere | 6 septembre, Tampere | 6 septembre, Tampere | 6 septembre, Tampere |  |  | 10 septembre, Helsinki | 10 septembre, Helsinki | 10 septembre, Helsinki | 10 septembre, Helsinki |
|  | 1er A                 | Finlande           | 2                     | 2                  |            |            | 6 septembre, Tampere | 6 septembre, Tampere | 6 septembre, Tampere | 6 septembre, Tampere |  |  | 10 septembre, Helsinki | 10 septembre, Helsinki | 10 septembre, Helsinki | 10 septembre, Helsinki |
|  | 3e C                  | Angleterre         | 3                     | 3                  |            |            | 6 septembre, Tampere | 6 septembre, Tampere | 6 septembre, Tampere | 6 septembre, Tampere |  |  | 10 septembre, Helsinki | 10 septembre, Helsinki | 10 septembre, Helsinki | 10 septembre, Helsinki |
|  | 3e C                  | Angleterre         | 3                     | 3                  | Angleterre | Angleterre | 2 ap                 | 2 ap                 |                      |                      |  |  | 10 septembre, Helsinki | 10 septembre, Helsinki | 10 septembre, Helsinki | 10 septembre, Helsinki |
|  | 3 septembre, Tampere  |                    |                       |                    | Angleterre | Angleterre | 2 ap                 | 2 ap                 |                      |                      |  |  | 10 septembre, Helsinki | 10 septembre, Helsinki | 10 septembre, Helsinki | 10 septembre, Helsinki |
|  |                       |                    | Pays-Bas              | Pays-Bas           | 1          | 1          |                      |                      |                      |                      |  |  | 10 septembre, Helsinki | 10 septembre, Helsinki | 10 septembre, Helsinki | 10 septembre, Helsinki |
|  | 2e A                  | Pays-Bas           | Pays-Bas              | Pays-Bas           | 1          | 1          | 0ap (5)              | 0ap (5)              |                      |                      |  |  | 10 septembre, Helsinki | 10 septembre, Helsinki | 10 septembre, Helsinki | 10 septembre, Helsinki |
|  | 2e A                  | Pays-Bas           | 7 septembre, Helsinki |                    |            |            | 0ap (5)              | 0ap (5)              |                      |                      |  |  | 10 septembre, Helsinki | 10 septembre, Helsinki | 10 septembre, Helsinki | 10 septembre, Helsinki |
|  | 2e B                  | France             | 0 tab(4)              | 0 tab(4)           |            |            |                      |                      |                      |                      |  |  | 10 septembre, Helsinki | 10 septembre, Helsinki | 10 septembre, Helsinki | 10 septembre, Helsinki |
|  | 2e B                  | France             | 0 tab(4)              | 0 tab(4)           | Angleterre | Angleterre | 2                    | 2                    |                      |                      |  |  |                        |                        |                        |                        |
|  | 4 septembre, Lahti    |                    |                       |                    | Angleterre | Angleterre | 2                    | 2                    |                      |                      |  |  |                        |                        |                        |                        |
|  |                       |                    | Allemagne             | Allemagne          | 6          | 6          |                      |                      |                      |                      |  |  |                        |                        |                        |                        |
|  | 1er B                 | Allemagne          | Allemagne             | Allemagne          | 6          | 6          | 2                    | 2                    |                      |                      |  |  |                        |                        |                        |                        |
|  | 1er B                 | Allemagne          |                       |                    |            |            |                      |                      |                      |                      |  |  |                        |                        |                        |                        |
|  | 2e C                  | Italie             | 1                     | 1                  |            |            |                      |                      |                      |                      |  |  |                        |                        |                        |                        |
|  | 2e C                  | Italie             | 1                     | 1                  | Allemagne  | Allemagne  | 3                    | 3                    |                      |                      |  |  |                        |                        |                        |                        |
|  | 4 septembre, Helsinki |                    |                       |                    | Allemagne  | Allemagne  | 3                    | 3                    |                      |                      |  |  |                        |                        |                        |                        |
|  |                       |                    | Norvège               | Norvège            | 1          | 1          |                      |                      |                      |                      |  |  |                        |                        |                        |                        |
|  | 1er C                 | Suède              | Norvège               | Norvège            | 1          | 1          | 1                    | 1                    |                      |                      |  |  |                        |                        |                        |                        |
|  | 1er C                 | Suède              |                       |                    |            |            |                      | 1                    |                      |                      |  |  |                        |                        |                        |                        |
|  | 3e B                  | Norvège            | 3                     | 3                  |            |            |                      |                      |                      |                      |  |  |                        |                        |                        |                        |
|  | 3e B                  | Norvège            | 3                     | 3                  |            |            |                      |                      |                      |                      |  |  |                        |                        |                        |                        |
|  |                       |                    |                       |                    |            |            |                      |                      |                      |                      |  |  |                        |                        |                        |                        |

#### Quarts de finale
Parmi les huit équipes qualifiées, on retrouve toutes les anciennes lauréates du Championnat d'Europe (la Suède, la Norvège et l'Allemagne, tenante du titre) et anciennes finalistes (l'Angleterre et l'Italie). Pour la France et les Pays-Bas, il s'agit d'une première.
 Finlande -  Angleterre : 2-3 (0-1)
Dans le premier quart de finale, la Finlande est éliminée 2-3 par l'Angleterre, les buts anglais sont inscrits par Eniola Aluko (deux buts) et Fara Williams tandis que les buts finlandais sont inscrits par Annica Sjölund et Linda Sällström. Menées dès la 14e minute (0-1) puis distancées à la 49e minute (0-2), les Finlandaises reviennent au score à la 66e minute (1-2) mais dans la minute suivante Aluko inscrit son deuxième (1-3), à la 79e minute la Finlande réduit l'écart (2-3). La Finlande pousse en fin de match pour arracher la prolongation, mais l'Angleterre préserve son avance.
 Pays-Bas -  France : 0-0 a.p., 5-4 t.a.b.
Au terme d'une rencontre sans but, les Pays-Bas éliminent la France lors de la séance de tirs au but et deviennent l'une des révélations du tournoi en atteignant pour la première fois de son histoire les demi-finales de l'Euro, et ce, dès sa première participation. Les Françaises ont dominé la rencontre mais ne sont pas parvenues à tromper la vigilance de la défense des Néerlandaises, ces dernières appliquant la tactique de la contre-attaque.
 Allemagne -  Italie : 2-1
 Suède -  Norvège : 1-3

#### Demi-finales
Angleterre -  Pays-Bas : 2-1 a. p.
 Allemagne -  Norvège : 3-1

#### Finale
Angleterre -  Allemagne : 2-6

## Classement et récompenses

### Meilleure buteuse
| \| Place \| Joueuse \| Buts \| Temps de jeu \| \| ------------------ \| ------------------------- \| ---- \| ------------ \| \| Médaille d'or \| Inka Grings \| 6 \| 425 \| \| Médaille d'argent \| Fatmire Bajramaj \| 3 \| 152 \| \| Médaille de bronze \| Victoria Sandell Svensson \| 3 \| 357 \| \| 4 \| Eniola Aluko \| 3 \| 442 \| \| 5 \| Kelly Smith \| 3 \| 524 \| \| 6 \| Cecilie Pedersen \| 2 \| 215 \| \| 7 \| Simone Laudehr \| 2 \| 312 \| \| 8 \| Melanie Behringer \| 2 \| 341 \| \| 9 \| Kirsten van de Ven \| 2 \| 356 \| \| 10 \| Patrizia Panico \| 2 \| 360 \| \| 10 \| Laura Österberg Kalmari \| 2 \| 360 \| \| 12 \| Camille Abily \| 2 \| 390 \| \| 13 \| Linda Bresonik \| 2 \| 405 \| \| 14 \| Birgit Prinz \| 2 \| 489 \| \| 15 \| Karen Carney \| 2 \| 524 \| \| 16 \| Fara Williams \| 2 \| 570 \| |                           |      |              |
| Place | Joueuse                   | Buts | Temps de jeu |
| Médaille d'or | Inka Grings               | 6    | 425          |
| Médaille d'argent | Fatmire Bajramaj          | 3    | 152          |
| Médaille de bronze | Victoria Sandell Svensson | 3    | 357          |
| 4 | Eniola Aluko              | 3    | 442          |
| 5 | Kelly Smith               | 3    | 524          |
| 6 | Cecilie Pedersen          | 2    | 215          |
| 7 | Simone Laudehr            | 2    | 312          |
| 8 | Melanie Behringer         | 2    | 341          |
| 9 | Kirsten van de Ven        | 2    | 356          |
| 10 | Patrizia Panico           | 2    | 360          |
| 10 | Laura Österberg Kalmari   | 2    | 360          |
| 12 | Camille Abily             | 2    | 390          |
| 13 | Linda Bresonik            | 2    | 405          |
| 14 | Birgit Prinz              | 2    | 489          |
| 15 | Karen Carney              | 2    | 524          |
| 16 | Fara Williams             | 2    | 570          |

### Meilleurs passeuse

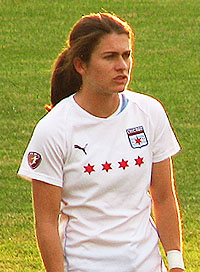
L'Anglaise Karen Carney

La joueuse ayant délivré le plus de passes décisives est l'attaquante anglaise Karen Carney avec quatre passes. Elle devance l'Allemande Birgit Prinz qui a réalisé trois passes décisives.

## Aspects socio-économiques du Championnat d'Europe

### Sponsors
Intersport, magasin de sports, est le partenaire national du Championnat d'Europe et distribue les produits officiels de la compétition. Adidas est le fournisseur officiel des ballons de la compétition, ballon appelé « Terrapass », de couleurs bleu clair et violet.  